# Isokinetisches Training
Isokinetisches Training ist eine Trainingsmethode zur Steigerung der Muskelkraft, die besonders im Schwimmtraining sowie in der Rehabilitation angewandt wird.
Während auf Grund der unterschiedlichen Winkelstellungen bei herkömmlichen konzentrischen Muskelkontraktion der Kraftaufwand variiert (im rechten Winkel am größten, je kleiner der Winkel umso geringer), wird bei der Isokinetic der Widerstand verändert, um den Kraftaufwand gleich zu halten. Dies geht z. B. für die Adduktoren der Beine, indem man Widerstand mit den eigenen Armen (oder denen eines Partners) erzeugt, der sich in Abhängigkeit zur Winkelstellung der Adduktoren verändert. Der Strömungswiderstand beim Schwimmen kommt der Isokinetic noch am nächsten.
In der Regel wird Isokinetisches Training entweder durch einfache Zugmaschinen (mit Zentrifugalbremse) oder mit teuren computergesteuerten Maschinen durchgeführt, um so einen  Widerstand zu erzeugen, der trotz der sich verändernden Kraftentfaltungsmöglichkeiten des Muskels dennoch einen gleichmäßigen Kraftaufwand erfordert.
Isokinetisches Training wurde an Maschinen erstmals 1966 eingeführt,  deutschsprachig erstmals von Arnd Krüger 1971 präsentiert.  Die Vorteile liegen im vollen Krafteinsatz während des gesamten Bewegungsvollzuges. Alle Bewegungsabschnitte werden gleichmäßig gekräftigt. Durch den gleichmäßigen Kraftverlauf werden Muskelkatersymptome vermieden. Der Nachteil liegt an der unspezifischen Anpassung, dem kein sportartspezifisches Innervationsmuster entspricht.